# Co-Co Boy
Co-Co Boy est une émission de télévision humoristique française de Stéphane Collaro diffusée sur TF1 à partir du 8 octobre 1982 jusqu'au 13 avril 1984, succédant au Collaro Show diffusé de 1979 à 1981 sur Antenne 2.
L'émission était diffusée en première partie de soirée, le vendredi soir, en alternance avec d'autres divertissements, tels que Porte-bonheur ou L'Académie des bas-arts.

## Principe de l'émission

### Origine du titre
Selon le témoignage de Stéphane Collaro : « tout est parti d'un projet avec Daniel Costelle. Il me proposait de faire une sorte de Playboy télévisé. C'était peut-être une bonne idée, mais ça ne m'amusait pas. En revanche, en parodie, c'était rigolo. D'où « Coco-Boy »
. »

### Présentation
L'émission est animée par Stéphane Collaro et une équipe comptant Philippe Bruneau, Guy Montagné, Jean Roucas, Martin Lamotte, Alain Scoff, Claire Nadeau, Jacques Brière, Pit et Rik, Baaron, Marie-Pierre Casey, Bernard Hommel, Carole Jacquinot, Rita Brantalou, Patrice Poisson et quatre coco-girls légèrement vêtues dont les plus connues sont Fenella Masse Mathews, Sophie Favier, Natty Tardivel et Alexandra Lorska.
Différents chanteurs de variétés étaient invités à chaque émission.

### Rubriques
L'émission proposait de nombreux sketchs comiques récurrents, parmi lesquels :
- la Playmate de la semaine (une jeune femme sexy se déshabillant dans un lieu inattendu — une contractuelle dans la rue, par exemple, les passants cherchant alors à se faire verbaliser à tout prix... —, en dansant sur un air, toujours identique, à la voix féminine lascive et sensuelle, sans strip-tease intégral à l'écran, jamais de l'avant du bassin, uniquement des jambes, seins...).
- Brie-Comte-Robert : parodie du feuilleton Dallas (avec Philippe Bruneau en J.R. campagnard au rire méchamment mécanique, Stéphane Collaro lui-même, grimé en vieux patriarche de la famille à la Gaston Dominici façon Gabin à moustache...) ;
- le sondage : un sondeur habillé en hippie (souvent Martin Lamotte ou Alain Scoff), frappe à une porte, salue la personne qui lui ouvre d'un « Salut, c'est pour un sondage », puis lui pose une question, obtient une réponse inattendue, et la conclut invariablement d'un « Oh, dur ! dur... » accablé, en faisant avec les doigts un V de la victoire.
- Le Bébête Show : spectacle satirique de marionnettes, pastiche du Muppet Show, caricaturant des hommes politiques français imités vocalement par Jean Roucas...
- des pubs satiriques
- Canular à la commande
- Les Grands de ce monde

### Coco-girls
Les Coco-girls est un quatuor de danseuses-chanteuses sexy qui ponctue les sketchs de jingles musicaux chorégraphiés.
Stéphane Collaro justifie leur création ainsi : « Elles ne sont pas tristes à regarder, mais on les entendra aussi. Car ça m'énerve de voir les belles filles traitées comme des potiches dans les émissions de télévision. Les quatre que j'ai, je vais tenter d'en faire la coqueluche des téléspectateurs. Je vais les faire parler, bouger, danser, chanter. Je veux qu'elles soient sexy et drôles ».

### La suite
Co-Co Boy a été remplacée par Cocoricocoboy, une émission plus courte qui reprenait la même équipe et une partie des rubriques et diffusée du lundi au samedi à 19 h 40 sur TF1 juste avant le journal de 20 h, de mars 1984 à juin 1987.

## Génériques et chansons
- Pour être un co-co boy (1982)[5]
- La Playmate (1982)[6]
- Coco-girl par les Coco-girls (1983).